# Recepti v vzgoji
Recepti v vzgoji je vzgojni priročnik Marka Juhanta, ki je izšel leta 2019 pri avtorjevem podjetju Čmrlj.
Njegova ciljna publika so starši predšolskih otrok, šolarjev in srednješolcev. Vsebuje vzgojne nasvete glede specifičnih situacij.
Leta 2019 je bil izposojen 773-krat, leta 2020 pa 618-krat. Bil je 8. najbolj prodaja knjiga v Sloveniji septembra 2019.